# Herrmannsacker
Herrmannsacker là một đô thị ở huyện Nordhausen, trong bang Thüringen, Đức. Đô thị Herrmannsacker có diện tích 19,14 km².